# Veli-Matti Savinainen
Veli-Matti Savinainen (Espoo, 5 gennaio 1986) è un hockeista su ghiaccio finlandese.

## Palmarès

### Mondiali
- 1 medaglia:
  - 1 argento (Bielorussia 2014)